# Pseudepitettix linaoshanensis
Pseudepitettix linaoshanensis är en insektsart som beskrevs av Liang och G. Jiang 2004. Pseudepitettix linaoshanensis ingår i släktet Pseudepitettix och familjen torngräshoppor. Inga underarter finns listade i Catalogue of Life.